# Katherine MacLean
Pour les articles homonymes, voir MacLean.
Katherine Anne MacLean, née le 22 janvier 1925 à Glen Ridge dans le New Jersey et morte le 1er septembre 2019, est une autrice américaine de science-fiction.

## Biographie
Pour financer ses études, Katherine MacLean travaille comme laborantine dans un centre de recherche, ce qui lui permet d'approcher le milieu scientifique de près. Elle obtient un diplôme ès sciences économiques et publie en 1949 son premier texte de science-fiction.
Reconnue comme une des spécialistes dans le domaine de la science-fiction, elle fait souvent preuve d'une rigueur scientifique dans l'écriture de ses récits. Pour certains écrits, elle a utilisé le pseudonyme G. A. Morris.

## Récompenses
Katherine MacLean a reçu le prix Nebula du meilleur roman court 1971 pour The Missing Man et la distinction Auteur émérite du prix Nebula 2003.

## Œuvres
- (en) Defense Mechanism, 1949
- (en) And Be Merry, 1950
- (en) Incommunicado, 1950
- (en) Feedback, 1951
- (en) Syndrome Johnny, 1951
- (en) Pictures Don't Lie, 1951
- (en) The Snowball Effect, 1952
- Les Jeux, 1975 ((en) Games, 1953)
- Les Carnivores, 1954 ((en) The carnivore, 1953)Sous le pseudonyme de G. A. Morris
- Les Diploïdes, Denoël, coll. Étoile double, 1984 ((en) The Diploids, 1953)
- (en) Second Game, 1958
- Du danger des traités, 1983 ((en) Trouble with Treaties, 1959)
- (en) The Missing Man, 1971 (nouvelle)
- Le Disparu, OPTA, coll. Anti-mondes, 1977 ((en) Missing Man, 1975) (roman)